# Імперська служба праці
Імперська служба праці (нім. Reichsarbeitsdienst, RAD) — організація в націонал-соціалістичному Третьому Райху. «Закон про імперську службу праці» був прийнятий 26 червня 1935 року. У § 1 (2) говорилося: "Усі молоді німці обох статей зобов'язані служити своєму народові в імперській службі праці". Згідно § 3 (1): «Фюрер і райхсканцлер визначають кількість військовозобов'язаних, які підлягають щорічному призову, і встановлюють тривалість терміну служби». Спочатку юнаків призивали на трудову повинність на шість місяців, від початку Другої світової війни до служби була залучена і жіноча молодь.
Імперська служба праці була складовою економіки в націонал-соціалістичній Німеччині та частиною націонал-соціалістичної освіти. Після заколоту 20 липня 1944 року і подальшої передачі командування резервною армією до Ваффен-СС, службою було призначено 6-тижневу базову військово-стрілецьку підготовку, задля скорочення терміну навчання військ. Штаб-квартира RAD була розташована в Берлін-Ґруневальді.

## Ідея та заснування
Ідея «обов'язкової жіночої служби» не є новим явищем епохи націонал-соціалізму, вона вже обговорювалася в Німеччині буржуазним жіночим рухом перед Першою світовою війною.
Ідею загальнонаціональної обов'язкової трудової повинності націонал-соціалістичні правителі запозичили у Болгарії, яка вже в 1920 році запровадила обов'язкову трудову повинність, на яку щороку призивали 30 % вікової групи населення для виконання суспільно корисних робіт. Болгарський приклад наслідували в Німеччині як консервативні, так і ліві кола; особливо популярними були ефекти «громадянського виховання» та «фізичної підготовки».
У Німеччині уряд Брюнінга запровадив «Добровільну трудову службу» (FAD) влітку 1931 року, з ціллю зменшення високого рівня безробіття, спричиненого світовою економічною кризою. Це нововведення не мало значного ефекту; створені табори були частково використані як воєнізовані тренувальні табори для антиреспубліканських сил.
Праві партії, зокрема НСДАП, неодноразово вимагали обов'язкову трудову повинність від початку економічної кризи; таким чином, FAD був не в останню чергу поступкою правим.
Надзвичайний декрет від 5 червня 1931 року був покликаний просувати FAD на Райхскомісаріат з питань праці (заснований в 1927 році). Оскільки той самий декрет спричинив значне скорочення виплат і виключення, особливо молоді до 21 року, "добровільність" FAD від самого початку стосувалася лише тих, хто міг дозволити собі відмовитися від неї. Підпадали під дію FAD громадські роботи та додаткова робота, яка не могла бути надана через іншу програму працевлаштування, а саме - через т.зв надзвичайні роботи. Основна увага приділялася роботам, спрямованим на поліпшення ґрунту, підготовку земельних ділянок для поселень і присадибних ділянок, поліпшення громадського транспорту та покращення здоров'я населення. Роботи могли виконуватися лише громадськими компаніями та об'єднаннями або фондами, які переслідували благодійні цілі. Тривалість роботи для більшості спонсорованих осіб не перевищувала десяти тижнів. До 1933 року половина з робтників була молодшою за 21 рік; у 1932 році FAD була відкрита для жінок. Навіть чверть тих, хто працював, не мали правового статусу, який можна було б порівняти з вільним наймом; понад 75% були звільнені від усіх норм трудового, соціального та колективного права (безправ'я робітників).
Ще до приходу Гітлера до влади у франконському місті Кобург існував націоналізований табір "добровільної трудової служби" - «Добровільна трудова служба міста Кобург», організована муніципалітетом, який вже перебував під владою НСДАП. У січні 1932 року молодих людей чоловічої статі розмістили в барачному таборі в лісі Вюстенахорн з метою «тимчасового працевлаштування та навчання». Основний керівний принцип: «Ніякої соціальної допомоги без роботи». Таким чином, отримання соціальних виплат було безпосередньо пов'язане з тяжким становищем відповідних людей.
У випадку з Кобургом, частина сум йшла нужденним особам, визначеним міською радою, а решта зараховувалася на ощадний рахунок. Як правило, в середньому 60 чоловіків проводили в таборі півроку. Існувала військова ієрархія, караульна служба, марші, муштра і воєнізована стройова підготовка. Відмова від служби призводила до звільнення. Нацистська пропаганда зробила Кобургську трудову службу відомою по всьому Райху як ідею партії. Багато місцевих політиків з інших муніципалітетів приїжджали з ознайомчим візитом. Однак у вересні 1932 року цей трудовий табір, яким керувала муніципальна воєнізована поліція, був включений до складу Добровільної трудової служби Райху, яка субсидувалася на 90%. Розрахунок спрацював на користь партії, оскільки Кобургський табір навіть допомагав фінансувати муніципальну систему соціального забезпечення. Пізніше його вважали прототипом трудових таборів Третього Райху..
Адольф Гітлер, щойно призначений райхсканцлером, у своєму першому радіозверненні 1 лютого 1933 року оголосив, що ідея обов'язкової трудової повинності є «наріжним каменем» його урядової програми. 1 березня 1933 року його уповноважений Константін Гірль представив концепцію, яка обіцяла «без зволікань» перетворити фінансовану державою Добровільну трудову службу на «державну трудову службу на добровільних засадах». Різниця для нього полягала у формулюванні, що тепер ця FAD має розвиватися як «окрема райхсверівська організація зі структурою, подібною до Райхсверу». Офіційні структури також мали бути схожими на структури Райхсверу: завдання та офіційні повноваження Державного секретаря Служби праці мали бути врегульовані «таким чином, щоб вони відповідали mutatis mutandis завданням та офіційним повноваженням начальника управління армії в його офіційних відносинах з міністром Райхсверу».
Від самого початку метою було запровадження обов'язкової трудової повинності. Те, що вона не була запроваджена ще в 1933 році, пояснювалося зовнішньополітичними міркуваннями, оскільки кількість призовників, яку можна було очікувати в результаті обов'язкової трудової повинності, була б такою, що могла бути використана у військових цілях. Це призвело б до втручання Конференції з роззброєння в Женеві, яка спочатку була прийнята до уваги німцями. Спочатку служба праці була лише в загальних рисах реорганізована відповідно до їхніх власних ідей.
Однією з очевидних цілей було обійти військові обмеження Версальського договору. Припущення чи навіть повідомлення про те, що в таборах трудової повинності відбувалася військова підготовка, піддавалися цензурі за наказом. 3 серпня 1933 року Міністерство внутрішніх справ Тюрингії написало міським і муніципальним радам та районним відділенням жандармерії: «Поліцейським управлінням доручено утримуватися від будь-яких повідомлень, призначених для громадськості, і взагалі від офіційних оголошень, з яких могло б випливати, що в таборах трудової повинності відбувається військова підготовка».
У рамках процесу «Gleichschaltung» з березня 1933 року почастішали напади на табори примусової праці, якими керували інші організації. СА особливо відзначилася як допоміжна поліцейська сила у здійсненні цих нападів; вона часто була підбурювачем насильницьких вторгнень. Окрім соціал-демократичних інституцій, від таких безчинств страждали також протестантські та католицькі організації.

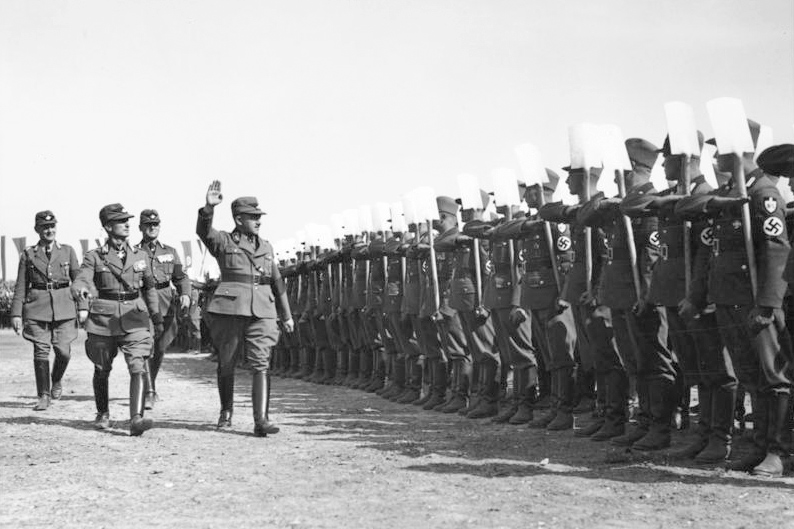
Райхсляйтер Константін Гірль оглядає почесну варту RAD на Темпельгофському полі. Берлін, 1 травня 1934 року.

До серпня 1933 року Gleichschaltung усіх робітничих організацій набув різноманітних форм. Початкові насильницькі дії призвели до "самосинхронізації" та "добровільних" об'єднань. За цим послідували юридичні кроки, які згодом легітимізували і розширили досягнутий статус-кво. Gleichschaltung FAD у 1933/34 році з її перетворенням з державної воєнізованої організації на державну фактично став значною цезурою в історії служб зайнятості в усьому світі. З іншого боку, пізніший легальний Reichsarbeitsdienst, що з'явився в 1935 році, все ще зовні нагадував примусову трудову службу в інших державах.
Після приходу до влади нацистського режиму Франц Зельдте, колишній лідер «Штальхельм-Вербанд», був призначений райхсміністром праці, а Константін Гірль був призначений його державним секретарем. В рамках своїх міністерських обов'язків Гірль також отримав завдання сформувати службу добровільної праці. Гірль, який прагнув незалежності для себе і для служби праці, в якій йому відмовили в Райхсміністерстві праці, намагався приєднати організацію до іншого міністерства, де його ідеї могли б бути реалізовані. Це вдалося в 1934 році, коли Вільгельм Фрік, райхсміністр внутрішніх справ, розв'язав йому руки. Після цього Гірль спочатку отримав титул «Райхскомісар з питань добровільної трудової служби», а потім був призначений «Райхсміністром прац» з перетворенням добровільної служби на обов'язкову відповідно до «Закону про Райхсміністерство праці», ухваленого 26 червня 1935 року. Відтоді всі молоді люди чоловічої статі повинні були проходити обов'язкову службу у віці від 18 до 25 років. Окреме положення було передбачене для дівчат; законодавче запровадження їхньої обов'язкової служби відбулося лише у 1939 р. Закон завжди говорив про "всю" молодь, але містив суттєві винятки: Згідно з § 7, виключенням був «той, хто має неарійське походження або перебуває у шлюбі з особою неарійського походження». Однак, якщо траплялися окремі випадки, коли «неарійці були придатні до військової служби», їх «за жодних обставин не можна було використовувати в якості керівників...».
У 1935 році Арбайтсдінстфюрер Гірль зауважив про людину FAD наступне: «Цей тип викованої нами людини праці є результатом сплаву трьох основних елементів: солдатчини, селянства та робітництва». Вищезгаданий порядок і повна несхожість професійних образів сьогодні здаються дивовижними або викривальними. Можна розглядати ці три терміни як нацистські синоніми дисципліни, врожайності "крові і землі" та почуття обов'язку.
Ще в червні 1933 року, через тиждень після того, як було оголошено про виділення одного мільярда райхсмарок на програму створення робочих місць державного секретаря Фріца Райнгардта, президент Райхсбанку Ялмар Шахт, довірена особа Гітлера Герман Герінг і міністр збройних сил Вернер фон Бломберг домовилися про суворо засекречені бюджетні рамки переозброєння Вермахту: 35 мільярдів рейхсмарок, розподілених на вісім років, з яких чотири роки мали піти на розбудову оборонного потенціалу, а ще чотири роки - на створення наступальної армії. Політика на ринку праці та озброєння були тісно пов'язані з моменту захоплення влади. За своїми масштабами (а також за своїм довгостроковим характером і стратегічним значенням) переозброєння затьмарило все, що коли-небудь обговорювалося в контексті боротьби з безробіттям. Між 1933 і 1939 роками нацистська держава витратила близько 60 мільярдів райхсмарок на військові потреби, тоді як на цивільні цілі загалом було витрачено лише 7-8 мільярдів райхсмарок. У випадку з RAD військова мета підготовки до війни була на першому плані від самого початку.
До кінця війни ті, хто займався фізичною працею, отримували 21 райхсмарки на тиждень за свою важку фізичну роботу, наприклад, на будівництві доріг і поселень, а також у кар'єрах. Це відповідало заробітній платі некваліфікованих робітників на початку 1930-х років. З цієї суми, однак, лише 0,50 RM виплачували щодня; це була половина військової платні, яка належала солдатам. Решта грошей йшла на харчування, проживання в таборі, опалення, одяг і страхування. Гроші надходили від проєктів, в яких була задіяна RAD.

## Функція
У націонал-соціалістичній системі служба праці виконувала кілька завдань. Офіційна мета була визначена в § 1 «Закону про імперську службу праці»:
|                                                              | Імперська служба праці - це почесне служіння німецькому народові. Всі молоді німці обох статей зобов'язані служити своєму народові в службі праці. Вона має на меті виховання німецької молоді в дусі націонал-соціалізму, національної спільноти та істинного розуміння праці, насамперед, належної поваги до ручної праці та призначена для виконання благодійної роботи. |
| — «Закон про імперську службу праці» від 26 червня 1935 року | |

RAD переслідувала кілька цілей. 1. однією з головних цілей була дисципліна та виховання молодого покоління, представники якого під час Великої депресії часто роками були безробітними. Воєнізована структура RAD відповідала цьому. Константін Гірль ще в 1934 році ввів дуже важливий термін "солдат праці" для тих, хто відбував трудову повинність. 2) РАД була спробою втілити на практиці націонал-соціалістичну ідеологію народної громади (Volksgemeinschaft). Константін Гірль підкреслював цей аспект у своїх промовах: «Немає кращого засобу подолання соціального поділу, класової ненависті та класової зарозумілості, ніж коли син директора фабрики і молодий робітник, молодий академік і селянин-службовець служать в одній спілці, вживають одну їжу, виконують однакову службу як службу честі для народу і Батьківщини, яку вони всі поділяють». 3. на противагу цьому, економічне значення трудової повинності було низьким через недостатню продуктивність праці. 4. нарешті, з 1938 року RAD все частіше брала на себе допоміжні послуги для Вермахту.
Після цього RAD від самого початку була частиною націонал-соціалістичної системи освіти. Проходження обов'язкової трудової повинності було необхідною умовою для вступу до університету. Абітурієнти, які за станом здоров'я не були визнані придатними до обов'язкової трудової повинності, повинні були пройти «Студентську компенсаційну службу», яка організаційно знаходилася у підпорядкуванні Студентського керівництва Райху.
Побічним ефектом було те, що раніше безробітні члени RAD більше не реєструвалися в статистиці безробіття.
§ 14 «Закону про імперську службу праці» від 26 червня 1935 року передбачав, що членство в RAD не встановлює «трудових або службових відносин у розумінні трудового законодавства та § 11 Постанови про соціальні зобов'язання». Це означало, що трудове законодавство та положення про охорону праці, Закон про виробничі ради та Закон про трудові суди, а також право на допомогу в разі хвороби не поширювалися на трудову службу. Очевидно, що одна з цілей полягала в тому, щоб змусити молодь виконувати великі обсяги роботи за нижчі від тарифних ставок оплати, тим більше під примусом і залякуванням військовою дисципліною.
RAD перебільшувала роботу до "почесної служби" "національній спільноті". Це твердження стало особливо вибухонебезпечним та ідеологічно парадоксальним, коли на проектах і будівництвах, де працювала RAD, також використовували примусових робітників, ув'язнених або в'язнів з трудових таборів, тобто "чужих для суспільства".

## Використання
Служба праці використовувалась для виконання різних завдань. Одним з перших завдань ще її попередниці, Добровільної служби праці, за часів націонал-соціалістичного правління, була участь у будівництві концентраційного табору Дахау в 1933 році.  Це також свідчить про те, що RAD ніколи не була аполітичною організацією. До Другої світової війни вона займалася лісорозведенням і землеробством, а також будівництвом дамб і дренажних систем та іншими завданнями в сфері сільського господарства. Одним з важливих напрямків була - хоча і не дуже ефективна - робота в районах Емсланду з відновлення величезних площ боліт і вересових пусток (культивація Емсленду), на яких мали бути побудовані нові ферми в рамках політики автаркії. Будівельні роботи на райхсаутобанах проводилися лише спорадично, наприклад, у районі Франкфурта-на-Майні; з іншого боку, в деяких регіонах Німеччини проводилися роботи з розчищення території для подальшого будівництва автобанів. Однак, RAD не досягла навіть 50% від обсягу робіт, виконаних у приватному секторі. За словами Вольфа Ошліса, такий розвиток подій не був випадковістю. Швидше за все, всі мислимі варіанти служби зайнятості мали б боротися з однією і тією ж проблемою: «Той, хто [...] збирає великі групи людей, які перебувають в економічній скруті, для спільної роботи, стикається з економічною проблемою sui generis: Зусилля, спрямовані на організацію, розміщення, транспорт, постачання і т.д., якщо і окупляться, то лише через деякий час. Послуги праці не варті того! Тому слід наголошувати на їхніх вторинних ефектах і підкреслювати їхню роль у розбудові громади, соціальній інтеграції, трудовій діяльності, патріотичному вихованні тощо».
Перш за все, недостатня ефективність роботи RAD була більмом на оці Германа Герінга, а також «генерального інспектора німецької дорожньої системи» Фріца Тодта. Об'єктивно служба не зробила суттєвого внеску в подолання економічної кризи та кризи на ринку праці, хоча між 1933 і 1940 роками через RAD пройшло близько трьох мільйонів чоловіків. Тим не менш, існує поширений міф про те, що націонал-соціалісти перемогли безробіття в Німеччині, "забравши безробітних з вулиць" і надавши їм роботу в службі праці.
Чим нижчим ставало безробіття, головним чином завдяки стимулюванню промисловості озброєнь (воно впало з 6 мільйонів у 1933 році до залишкових 350 000 протягом трьох років), тим меншу роль відігравала в Німеччині RAD як організація зі створення робочих місць. Когорти, які мали служити в RAD, народилися під час Першої світової війни і в будь-якому випадку налічували лише від 300 000 до 400 000 чоловіків. Відновлення обов'язкової військової служби 16 березня 1935 року також призвело до скорочення ринку праці. Спочатку обов'язкова військова служба тривала один рік, а в серпні 1936 року була продовжена до двох років. Однак, як зазначає міська влада Відня на своїй сторінці, серед 183 271 безробітного, зареєстрованого в столиці Австрії в січні 1938 року, багато хто знайшов би роботу, приєднавшись до служби праці після приєднання Австрії до Німецького Райху в березні 1938 року.
Починаючи з 1938 року, освіта в RAD відійшла на другий план. Тепер домінувало будівництво бомбосховищ, аеродромів та позицій на Східному та Західному валах. Спочатку RAD не ставив собі за мету реалізацію військових проектів. Прикладом цього є осушення та насип річки Шпроттебрух між Шпроттау/Шпроттішвальдау та Прімкенау (Нижня Сілезія); нове поселення "Гірльшаген" поблизу Прімкенау було назване на честь райхсміністра праці Константіна Гірля. У той же час, чотири дивізії RAD були розквартировані в Гірльшагені. Починаючи з 1938 року, RAD поступово перетворюється на "будівельні війська Вермахту". Ще однією цезурою можна назвати той факт, що RAD тепер мала забезпечувати Вермахт будівельними батальйонами.
Під час Другої світової війни RAD все частіше залучали до виконання важливих для військових будівельних завдань поблизу зони бойових дій. Починаючи з 1942 року, тобто з року початку війни, RAD в організаційному плані існувала лише "тіньовим явищем" на задвірках Вермахту. На той час RAD вже була повністю поглинута військовою машиною.
Починаючи з 1942 року, призов 1924 року використовувався у східній кампанії безпосередньо за лінією фронту для будівництва військових об'єктів, а також доріг і мостів. Це також передбачало великі людські жертви. У жовтні 1942 року, після закінчення шестимісячної обов'язкової служби в RAD, майже всі чини підрозділів RAD, дислокованих на окупованих територіях Радянського Союзу, були переведені до армійських польових навчальних полків (де підготовка новобранців, яка зазвичай проводилася вдома, відбувалася на окупованій радянській території; це дозволило уникнути необхідності транспортування новобранців назад до Німеччини і в той же час дозволило використовувати їх проти партизанських загонів). Лідери RAD, з іншого боку, повернулися до Райху. До 1942 року RAD була повністю позбавлена своєї первісної концепції і була розгорнута як парамілітарна бойова сила. Починаючи з 1943 року, на Східному фронті більше не було жодного підрозділу RAD, як це було у випадку з призовним класом RAD 1924 року.
З 1943 року із загонів RAD також були сформовані окремі зенітні батареї. Екіпажі пройшли повну протиповітряну підготовку у Люфтваффе, а гармати укомплектовували у формі RAD. Інші підрозділи разом з Організацією Тодта будували пляжні загородження і менші бункери на Атлантиці (Атлантиквалл) і Середземному морі. Багато загонів також використовувалися для розбудови переміщеного виробництва озброєнь на території Райху та для усунення пошкоджень після повітряних нальотів на німецькі міста.
Після призначення райхсфюрера СС Генріха Гіммлера начальником Резервної армії, як захід безпеки після замаху на Гітлера 20 липня 1944 року, на RAD було покладено базову військову підготовку (підготовка новобранців). Зважаючи на втрати на фронтах, цей захід слугував для посилення особового складу шляхом збереження навчальних підрозділів Вермахту і надання їх особового складу, а також військовослужбовців, які пройшли військову підготовку в RAD, для розгортання на фронтах. Результатом цього заходу стало те, що призовники, які раніше були звільнені від трудової повинності, тепер все ж таки були призвані до RAD.
Наприкінці війни чоловічі підрозділи RAD також мали бути розгорнуті як частина фольксштурму. Гірль не допустив цього і намагався сформувати незалежні бойові групи RAD. Стали відомі три піхотні дивізії RAD, які були розгорнуті у складі 12-ї армії у фінальній битві за Берлін. Через великі втрати в районі дислокації та дуже погане озброєння вони не змогли суттєво вплинути на події навколо Берліна. Загалом до кінця війни було сформовано 5 дивізій RAD:
- Дивізія RAD № 1 «Шлагетер»
- Дивізія RAD № 2 «Фрідріх Людвіг Ян»
- Дивізія RAD № 3 «Теодор Кернер»
- Дивізія RAD № 4 «Гюстров»
- Гірська дивізія «Штайєрмарк», сформована переважно з членів RAD у квітні 1945 р.

Жіночі підрозділи RAD використовувалися для заміни відсутніх працівників-чоловіків у сільському господарстві, а також як так звана «Служба допомоги у війні» (KHD) в офісах і друкарнях, на виробництві озброєнь і в громадському транспорті. Жінки також могли стати помічницями Вермахту (синонім "бліцмедель"). Для цього термін трудової повинності був продовжений на півроку. Починаючи з 1944 року, покоївки RAD також використовувалися для обслуговування зенітних прожекторів для наведення зенітних гармат і нічних винищувачів Люфтваффе. Запланований незадовго до кінця війни «Wehrhilfsdienst» RADwJ, до якого мали призвати від 250 000 до 300 000 жінок, не відбувся у запланованому вигляді.

Приклади використання Імперської служби праці (RAD)
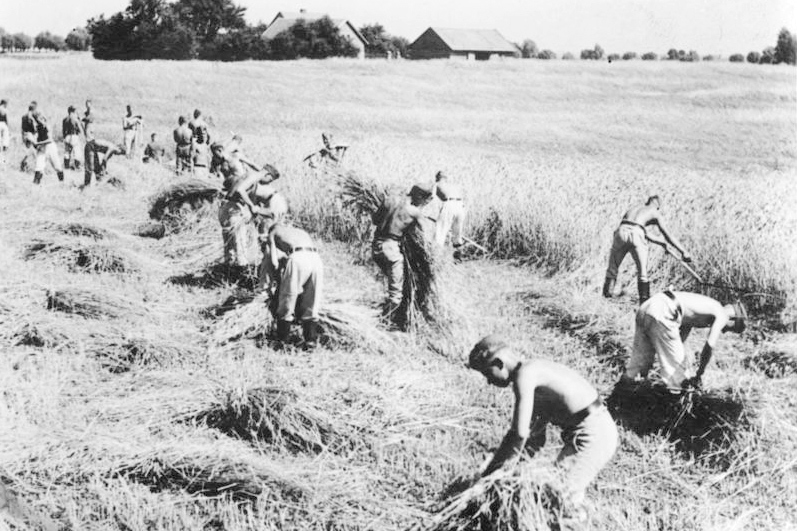
Працівники RAD на збиранні врожаю у Східній Пруссії, 1938 рік
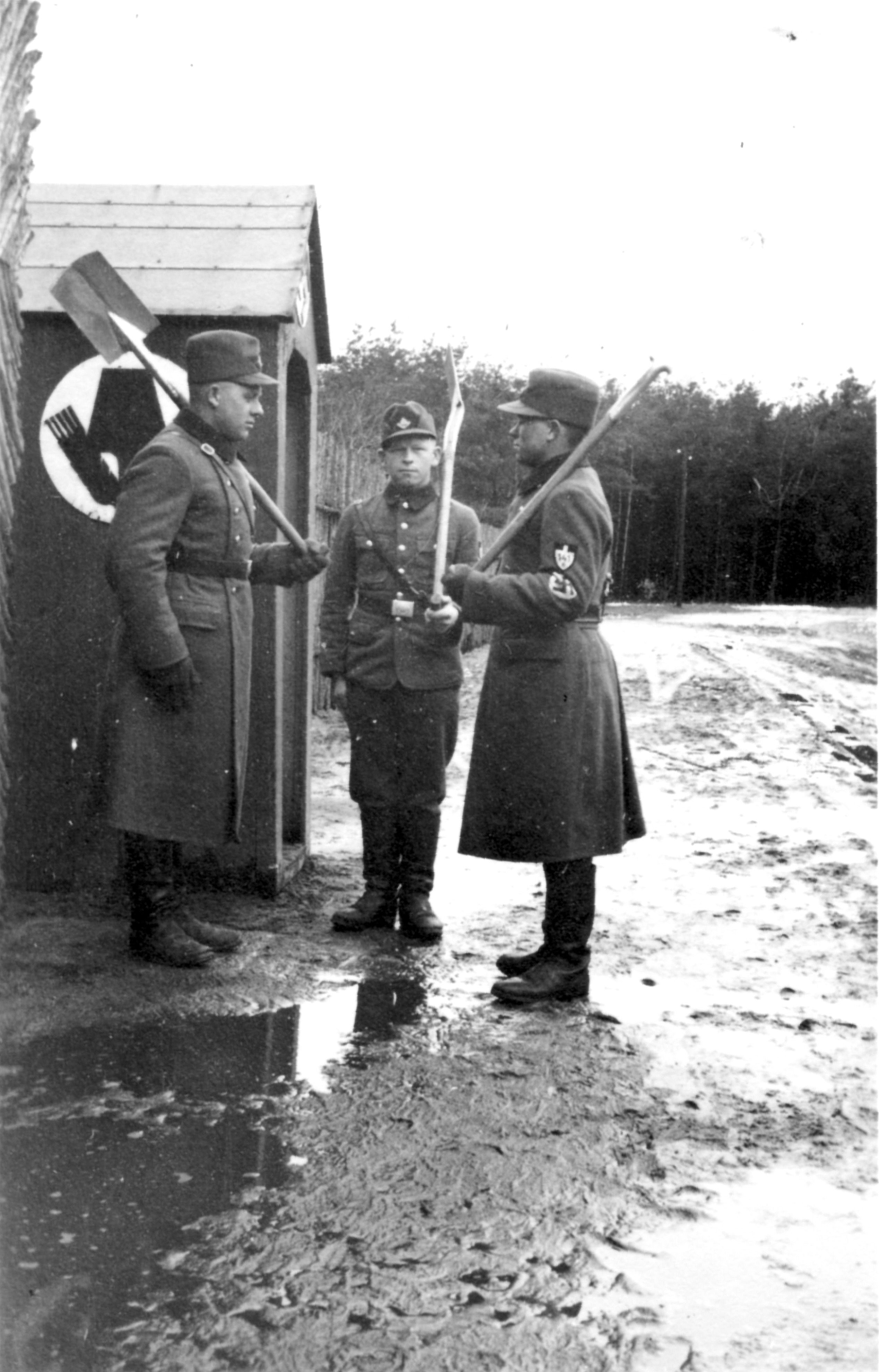
Зміна сторожового в RAD
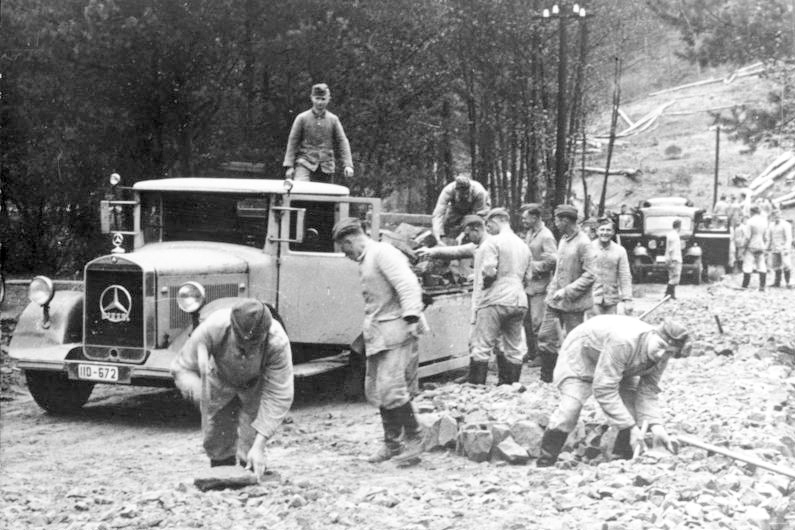
RAD під час будівництва дороги на Західному валі, 1938 рік
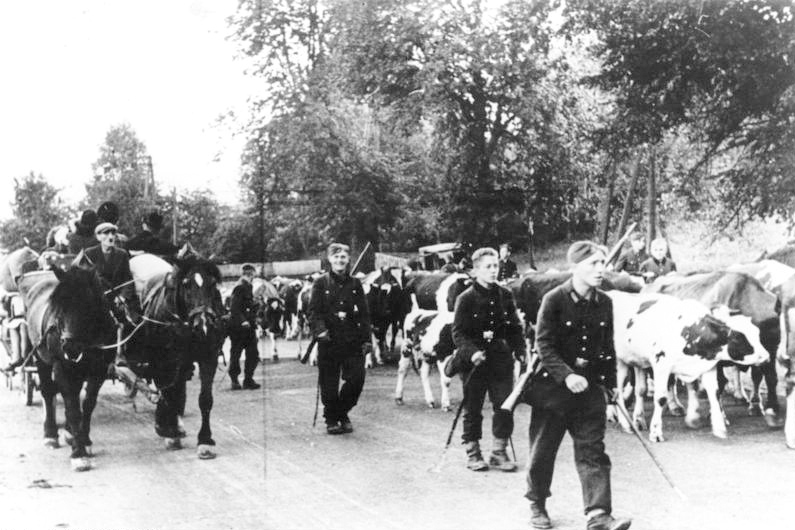
RAD переганяє худобу в глибинку на західному кордоні Рейху, 1944
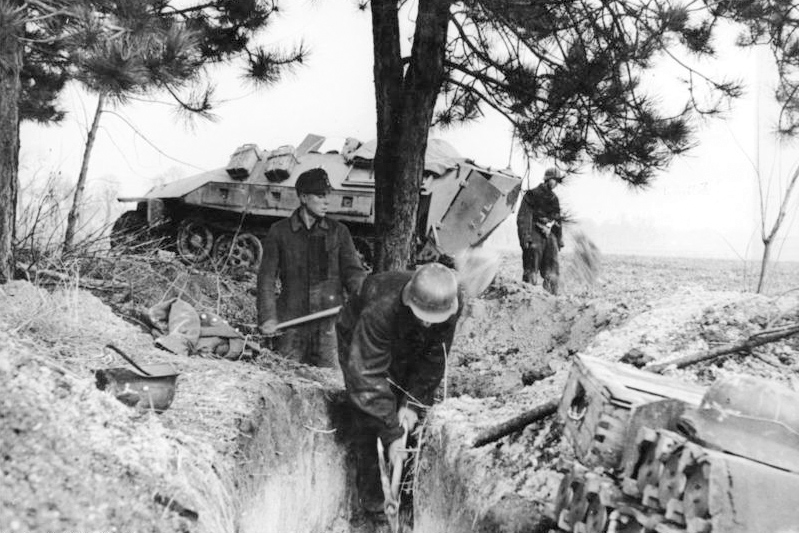
Будівництво окопу бійцями зенітної батареї RAD, 1945 рік

## Тривалість служби
Термін служби для чоловіків у віці від 18 до 24 років спочатку становив шість місяців; цей період передував дворічній військовій службі. Під час Другої світової війни він постійно скорочувався і зрештою становив лише шість тижнів, які з середини 1944 року використовувалися виключно для базової військової підготовки.
Для жінок термін служби з 1939 року становив шість місяців, але його часто продовжували через обов'язок нести службу в надзвичайних ситуаціях. У липні 1941 року термін служби був продовжений ще на шість місяців до дванадцяти місяців «Службою допомоги у війні», у квітні 1944 року - до 18 місяців, а в листопаді 1944 року вона була остаточно скасована. Додаткові сили, отримані завдяки продовженню терміну служби в 1944 році, в основному використовувалися як помічники зенітників.
Під час трудової повинності "трудовики" і "трудівниці" жили в казармах у так званих таборах.

### Уніформа
На початку 1934 року було запроваджено єдину воєнізовану уніформу. Як для чоловіків, так і для жінок було обрано темно-коричневий колір. Форма чоловіків-членів RAD включала нарукавну пов'язку зі свастикою, яку носили на верхньому лівому рукаві під лопатою з позначенням виду служби. Легенда свідчить, що Гірль був категорично проти запровадження свастики, але Гітлер змусив його зробити це в обмін на відносну незалежність RAD у складі Райхсміністерства внутрішніх справ. Форма одягу включала кашкет із загнутим по всій довжині козирком, який члени служби неформально називали "дупою з ручкою".
Відмінною рисою робітника була лопата. Вона документувала фізичну працю, але також була своєрідною "заміною гвинтівки" по відношенню до Вермахту. За аналогією до гвинтівкових руків'їв-стуків у Вермахті, в RAD існували "лопаткові руків'я".
Під час війни використовувалися спеціальні нарукавні пов'язки для особливих підрозділів (наприклад, з написом «Kriegsberichterstatter», «Streife»), які носили на додаток до нарукавної пов'язки. Крім того, існували нарукавні пов'язки для емсландських загонів, загонів, дислокованих на Східному та Західному валах, а також спеціальні нарукавні пов'язки з назвами битв у Російській кампанії, коли бійці RAD брали безпосередню участь у бойових діях на фронті. Підрозділи RAD, дислоковані в Польщі безпосередньо за Східним фронтом у 1945 році, носили жовті нарукавні пов'язки з чорним написом «Im Einsatz - Deutsche Wehrmacht» (з нім. «У використанні - німецький Вермахт»).
Жінки-члени RAD офіційно не носили нарукавних пов'язок. У деяких районах Німеччини для спеціальних місій були створені нарукавні нашивки, але вони не стали загальноприйнятими. Напис на пов'язці вказував на спеціальну посаду військовослужбовця, наприклад, «RAD-Kriegshilfsdienst», «KHD-Straßenbahn» або подібні.

### Дозвілля та умови життя
Розпорядок дня з детальним розкладом чергувань залишав мало часу для призовників служби праці на дозвілля і був схожий на солдатський: Без полуденного відпочинку загальний робочий час на тиждень становив близько 76 годин. Крім того, в обмежений вільний час практично не було можливостей для відпочинку. Навіть вечори зазвичай були розписані, і зазвичай не було можливості покинути табір у позаслужбовий час; як і в армії, для цього потрібен був спеціальний дозвіл. RAD повністю замінив попереднє соціальне середовище. Таким чином, у новій "громаді" мала сформуватися колективна ідентичність.

### Звання
Як і всі націонал-соціалістичні організації, RAD мала сувору ієрархічну структуру і підпорядковувалася т.зв "принципу фюрера". Ранги членів Імперської служби праці по низхідній:
| Погон | Звання                   | Українська транслітерація  | Переклад                          | Еквівалент звання у Вермахті | Еквівалент звання у Вермахті |
|       | Reichsarbeitsführer      | Райхсарбайтсфюрер          | Генерал-фельдмаршал (OF-10)       |                              |                              |
|       | Generaloberstfeldmeister | Ґенерал-оберстфельдмайстер | Генерал-полковник (OF-9)          |                              |                              |
|       | Generalfeldmeister       | Ґенерал-фельдмайстер       | Генерал роду військ (OF-8)        |                              |                              |
|       | Obergeneralarbeitsführer | Обер-ґенераларбайтсфюрер   | Генерал-лейтенант (OF-7)          |                              |                              |
|       | Generalarbeitsführer     | Ґенерал-арбайтсфюрер       | Генерал-майор (OF-6)              |                              |                              |
|       | Oberstarbeitsführer      | Оберстарбайтсфюрер         | Полковник (OF-5)                  |                              |                              |
|       | Oberarbeitsführer        | Оберарбайтсфюрер           | Підполковник (OF-4)               |                              |                              |
|       | Arbeitsführer            | Арбайтсфюрер               | Майор (OF-3)                      |                              |                              |
|       | Oberstfeldmeister        | Оберстфельдмайстер         | Гауптмана/Ротмістр (OF-2)         |                              |                              |
|       | Oberfeldmeister          | Оберфельдмайстер           | Обер-лейтенант (OF-1)             |                              |                              |
|       | Feldmeister              | Фельдмайстер               | Лейтенант (OF-1)                  |                              |                              |
|       | Unterfeldmeister         | Унтерфельдмайстер          | Штабс-фельдфебель (OR-8)          |                              |                              |
|       | Obertruppführer          | Обертруппфюрер             | Обер-фельдфебель (OR-7)           |                              |                              |
|       | Truppführer              | Труппфюрер                 | Фельдфебель (OR-6)                |                              |                              |
|       | Hauptvormann             | Гауптформанн               | штабс-єфрейтор (OR-4)             |                              |                              |
|       | Obervormann              | Оберформанн                | Обер-єфрейтор (OR-4)              |                              |                              |
|       | Vormann                  | Форманн                    | Єфрейтор (OR-3)                   |                              |                              |
|       | Arbeitsmann              | Робітник                   | Рядовий, Гренадер, Канонір (OR-1) |                              |                              |

Нарукавні значки курсантів, ліве плече
Обертруппфюрер Obertruppführer
Труппфюрер Truppführer
Унтертруппфюрер Untertruppführer
Гауптформанн Hauptvormann
Оберформанн Obervormann
Форманн Vormann

З точки зору звання, унтертруппфюрер відрізнявся від гауптформанна лише його десятирічним зобов'‎язанням як фюрера у RAD. У той час як гауптформанн звільнявся після шестимісячного терміну служби, унтертруппфюрер залишався в таборі в якості інструктора. Починаючи з цього звання і вище, арбітрсдінстфюрер отримував зарплату, що відповідала відповідним званням у Вермахті.

### Структура організації

#### Чоловіча молодь
На чолі 38 арбайтсґау (робочих установ) стояв арбайтсґауфюрер (Arbeitsgauführer) у званні ґенерал- або оберстарбайтсфюрера. Йому підпорядковувався ґауштаб (керівництво арбайтсґау).
| I       | Східна Пруссія, Остпройсен (Ostpreußen) \|\| Кьоніґсберґ \|\| Чорна свастика з вузькою срібною облямівкою та чорний орденський лицарський хрест на білому щиті. Цей знак мав символізувати історичне продовження здобутків Тевтонського ордену з боку RAD. |
| II      | Данциг-Західна Пруссія, Данциг-Вестпройсен (Danzig-Westpreußen) \|\| Данциґ\|\| |
| III     | Вартеланд-Захід, Вартеланд-Вест (Wartheland-West) \|\| Позен\|\| |
| IV      | Поммерн-Схід, Поммерн-Ост (Pommern-Ost) \|\| Штольп ін Поммерн\|\| У центрі - поммерський первісний грифон на вертикально розділеному синьо-срібному щиті. |
| V       | Поммерн-Захід, Поммерн-Вест (Pommern-West) \|\| Штеттін\|\| За мотивами прикраси вікінгів, знайденої поблизу Хіддензее, яку носили у версії золото-метал у вигляді переплетеного вузла. |
| VI      | Мекленбург, Мекленбурґ (Mecklenburg) \|\| Шверін\|\| За зразком германської свастичної фібули 2-3 століття нашої ери з району Людвігслюст-Пархім. Округла форма свастики у вигляді сонячного колеса, в центрі якого - голова буйвола на білому дзеркалі, герб Мекленбурга. Сама свастика мала золотисто-металеве покриття, як і модель, а дзеркало було замінено на сучасний дизайн білого кольору з головою мекленбурзького бика чорного, срібного та червоного кольорів. |
| VII     | Шлезвіг-Гольштайн, Шлезвіґ-Гольштайн (Schleswig-Holstein) \|\| Кіль\|\| |
| VIII    | Остмарк, Остмарк (Ostmark) \|\| Франкфурт-на-Одері\|\| |
| IX      | Брандербург, Бранденбурґ (Brandenburg) \|\| Берлін-Фріденау \|\| |
| X       | Нижня Сілезія, Нідершлезіен (Niederschlesien) \|\| Герліц\|\| |
| XI      | Середня Сілезія, Міттельшлезіен (Mittelschlesien) \|\| Бреслау\|\| Стилізований сілезький орел, з герба Сілезії часів династії П'ястів. На грудях у нього срібний місяць, що сходить. Сам орел одягнений у чорно-червоні обладунки. |
| XII     | Верня Сілезія, Обершлезіен (Oberschlesien) \|\| Оппельн\|\| |
| XIII    | Магдебург-Ангальт, Маґдеберґ-Ангальт (Magdeburg-Anhalt) \|\| Дессау-Ціґбік \|\| |
| XIV     | Галле-Мерсебург, Галле-Мерсебурґ (Halle-Merseburg) \|\| Галле\|\| |
| XV      | Саксонія, Заксен (Sachsen) \|\| Дрезден\|\| Білий щит з двома зеленими перехрещеними мечами на основі герба Саксонського курфюрства. |
| XVI     | Вестфалія-Північ, Вестфален-Норд (Westfalen-Nord) \|\| Мюнстер\|\| |
| XVII    | Нижня Саксонія-Центр, Нідерзаксен-Мітте (Niedersachsen-Mitte) \|\| Бремен\|\| |
| XVIII   | Нижня Саксонія-Схід, Нідерзаксен-Ост (Niedersachsen-Ost) \|\| Ганновер\|\| Дві перехрещені балки у вигляді кінських голів у стилі нижньонімецької кам'яниці. Під перехрестям балок свастика. Виконано в металі бронзового кольору. |
| XIX     | Нижня Саксонія-Захід, Нідерзаксен-Вест (Niedersachsen-West) \|\| Ольденбург\|\| |
| XX      | Вестфалія-Південь, Вестфален-Зюд (Westfalen-Süd) \|\| Дортмунд\|\| |
| XXI     | Нижній Рейн, Нідеррайн (Niederrhein) \|\| Дюссельдорф\|\| |
| XXII    | Гессен-Північ, Гессен-Норд (Hessen-Nord) \|\| Кассель\|\| Значок відсилає до лісових багатств Гессену у вигляді дубового листя. |
| XXIII   | Тюрингія, Тюрінґен (Thüringen) \|\| Веймар\|\| |
| XXIV    | Середній Рейн, Міттельрайн (Mittelrhein) \|\| Кобленц-Картгаузе \|\| |
| XXV     | Гессен-Південь, Гессен-Зюд (Hessen-Süd) \|\| Вісбаден\|\| |
| XXVI    | Вюрттемберг, Вюрттермберґ (Württemberg) \|\| Штуттґарт\|\| |
| XXVII   | Баден, Баден (Baden) \|\| Карлсруе\|\| Значок відсилає до лісового багатства Шварцвальду у вигляді ялинки. |
| XXVIII  | Франкен, Франкен (Franken) \|\| Вюрцбурґ\|\| |
| XXIX    | Баварія-Остмарк, Баєрн-Остмарк (Bayern-Ostmark) \|\| Реґенсбурґ\|\|Поздовжній овальний щит у баварських біло-блакитних кольорах з жовтими контурами; у центрі символічне зображення Зали визволення під Кельгаймом на зеленому мисі між блакитним злиттям Дунаю та Альтмюля. |
| XXX     | Верхня Баварія, Баєрн-Гохланд (Bayern-Hochland) \|\| Мюнхен\|\| Поздовжній овальний щит з квіткою тирличу та едельвейсом, тирлич символізував безкрайній горбистий ландшафт, а едельвейс - скелясті вершини Баварських Альп. Сам значок був виконаний у коричневих, синіх, білих, зелених і золотих кольорах. |
| XXXI    | Емсланд, Емсланд (Emsland) \|\| Оснабрюк\|\| |
| XXXII   | Саар-Пфальц, Заар-Пфальц (Saar-Pfalz) \|\| Бад-Мюнстер-ам-Штайн-Ебернбург\|\| |
| XXXIII  | Альпенланд, Альпенланд (Alpenland) \|\| Іннсбрук\|\| |
| XXXIV   | Обердонау, Обердонау (Oberdonau) \|\| Лінц\|\| |
| XXXV    | Нідердонау, Нідердонау (Niederdonau) \|\| Відень\|\| Едельвейс у срібному або золотому кольорі був символом бойової відданості альпійських військ, які вже носили цей символ у Першій світовій війні. |
| XXXVI   | Зюдмарк, Зюдмарк (Südmark) \|\| Ґрац\|\| |
| XXXVII  | Судети-Захід, Судетенланд-Вест (Sudetenland-West) \|\| Теплиці-Шьонау\|\| |
| XXXVIII | Судети-Схід, Судетенланд-Ост (Sudetenland-Ost) \|\| Прага\|\| Цей значок на червоному тлі поєднує в собі символи Богемії, Моравії та колишньої австрійської Сілезії. Празький Роланд на Карловому мосту, обидва символи посріблені, символізували боротьбу за стару Німецьку імперію. Хвилі внизу були витримані в сірому кольорі, а ескулапи - в чорно-червоному. |

Після вторгнення в Польщу в жовтні 1939 року та реінтеграції територій, що були німецькими до 1919 року, було створено Райхсґау "Вартеланд". Там було створено Арбайтсґау 3 зі штаб-квартирою у Швайнґені біля Познаня. Табори трудової повинності були створені, зокрема, у так званих селах Гогензальц, Вонгровіц та Дітфурт. Усіх гамбуржців 1924 року народження там готували до служби на окупованих територіях Радянського Союзу, як з лопатою, так і з карабіном. До порядкових позначень підрозділів додавали приставку "К" (для війни або військового розгортання). Так, підрозділ, що дислокувався в Дітфурті і готувався до східного (фронтового) розгортання, отримав позначення K 4 / 36.

#### Жіноча молодь

Прапор жіночої гілки RAD

У керівництві служби не існувало спеціальних відділів для роботи з жіночою молоддю, та були відділи, які підпорядковувалися керівництву канцелярій. Територія Райху була поділена на 13 окружних управлінь.
(Очевидно, що це застарілий поділ, оскільки Арбайтсґау відповідали як за чоловічу, так і за жіночу молодь - див. вище).
| Номер округу | Найменування округу                                                             | Місце перебування керівництва округу |
| ------------ | ------------------------------------------------------------------------------- | ------------------------------------ |
| 1            | Східна Пруссія, Остпройсен (Ostpreußen) \|\| Кьоніґсберґ                        |                                      |
| 2            | Поммерн, Поммерн (Pommern) \|\| Штеттін                                         |                                      |
| 3            | Нордмарк, Нордмарк (Nordmark) \|\| Шверін                                       |                                      |
| 4            | Кумарк, Кумарк (Kurmark) \|\| Берлін                                            |                                      |
| 5            | Сілезія, Шлезіен (Schlesien) \|\| Бреслау                                       |                                      |
| 6            | Середня Німеччина, Міттельдойчланд (Mitteldeutschland) \|\| Веймар              |                                      |
| 7            | Саксонія, Заксен (Sachsen) \|\| Дрезден                                         |                                      |
| 8            | Нижня Саксонія, Нідерзаксен (Niedersachsen) \|\| Ганновер                       |                                      |
| 9            | Вестфалія, Вестфален (Westfalen) \|\| Дортмунд                                  |                                      |
| 10           | Райнланд, Райнланд (Rheinland) \|\| Кобленц                                     |                                      |
| 11           | Гессен, Гессен (Hessen) \|\| Вісбаден                                           |                                      |
| 12           | Південно-західна Німеччина, Зюдвестдойчланд (Südwestdeutschland) \|\| Штуттґарт |                                      |
| 13           | Баварія, Баєрн (Bayern) \|\| Мюнхен                                             |                                      |

#### Загалом
Близько 30 арбаутсґау RAD складалися з 4-12 "груп", які, у свою чергу, очолювали від 5 до 15 відділень. Найважливішою одиницею чоловічого підрозділу RAD було підрозділ (Abteilung), який розміщувався в закритому казарменному таборі. Теоретично, підрозділ складався з 216 робітників і керівників.
Під час війни, виходячи з регіональних військових потреб, були сформовані секції та дивізії, які складалися з декількох груп. Однак після виконання завдань ці організаційні структури знову розформовувалися відповідно до воєнної ситуації. «Вищі керівники RAD» (HRADF) представляли особливу форму керівної структури. Ці вищі керівники тимчасово командували кількома групами, районами або відділами. Наприклад, на окупованих територіях Радянського Союзу існував "HRADF H V", генерал-фельдмаршал д-р Герман Вагнер, який підтримував  Група армій "Центр" з 3 секціями і до 16 груп. HRADF існували на всіх театрах воєнних дій.

## Заборона
Імперська служба праці була заборонена і розпущена Законом Контрольної ради № 2 (розпуск і ліквідація нацистських організацій) від 10 жовтня 1945 року, а її майно було конфісковане.

## За кордоном
У Франції за часів режиму Віші в лютому 1943 року за зразком Імперської служби праці було засновано «Службу обов'язкової праці» - (Service du travail obligatoire (STO), насамперед для підтримки німецької воєнної економіки.